# My Everything (Ariana Grande-album)
My Everything er det andet studiealbum af den amerikanske sanger Ariana Grande, som blev udgivet den 22. august 2014 via Republic Records. Grande beskriver My Everything som en "evolution" fra hendes første album "Yours Truly" (2013); den udforsker mere modne temaer og genrer. My Everything debuterede i toppen af  Billboard 200 og solgte 169.000 eksemplarer på den første uge. Den debuterede som nummer 1 i Australien og Canada og toppede på top 20 verden over.

## Baggrund
Grandes debutalbum Yours Truly blev udgivet den 3. september 2013 og blev mødt med kritikerros. Senere samme måned udtalte Grande i et interview med Rolling Stone, at hun var begyndt at arbejde på at skrive og arbejde på sit andet album, og at hun allerede havde færdiggjort to sange. Indspilningerne begyndte i oktober 2013, hvor Grande atter arbejdede med sine producere fra debutalbummet  Harmony Samuels og Tommy Brown.
I januar 2014 bekræftede Grande, at hun ligeledes benyttede sig af nye producere ved Ryan Tedder, Savan Kotecha, Benny Blanco og Max Martin.
Det blev den 3. marts 2014 annonceret, at Grande ville være med på den femte single fra Chris Browns album  "Don't Be Gone Too Long" fra X. Singlen var oprindeligt sat til at blive udgivet den 25. marts 2014, men blev udskudt, da Brown blev sat i fængsel. Hun annoncerede sangens forsinkelse via Twitter, hvor hun skrev "My loves… so obviously some things have changed recently... So we have to delay the dbgtl countdown, some things are out of our control".
To dage efter offentliggørelsen af singlens forsinkelse udgav Grande i stedet den første single fra sit andet album. Den 28. juni 2018 offentliggjorde Grande, at titlen på albummet ville være My Everything, og det var sat til at blive udgivet den 25. august 2014. Billederne til fronten af albummet blev taget den 27. maj 2014.

## Udgivelse og markedsføring
Den 28. juni 2014 annoncerede Grande, at det ville være muligt at forudbestille hendes album via hendes hjemmeside. Dem, der forudbestilte hendes album, ville få eksklusiv adgang til Grandes stream af en koncert, som blev holdt den 24. august, hvor hun ville optræde sangene fra hendes album for første gang. Grande indledte hendes første verdensturné ved navn The Honeymoon Tour til støtte for albummet, som begyndte i februar 2015.
I ugerne før udgivelsen af My Everything blev flere teasere for albummet udgivet. Den 7. juli 2014 postede Grande en forpremiere af "Best Mistake" på Instagram, som er sunget sammen med rapperen Big Sean. Den 27. juli 2014 blev "Be My Baby" filmet af en fan til en koncert og udgivet på YouTube. Grande retweetede et link til videoen på hendes Twitter-profil. 
Hun retweetede et link til en anden teaser den 4. august.
Den 24. august åbnede Grande 2014 MTV Video Music Awards med "Break Free", og senere dukkede hun op for at optræde med "Bang Bang" sammen med Jessie J og Nicki Minaj.

## Spor
| 1.  | "Intro"                                                    | Brown                                       | 1:20 |
| 2.  | "Problem" (featuring Iggy Azalea)                          | Martin Ilya Shellback Peter Carlsson [a]    | 3:13 |
| 3.  | "One Last Time"                                            | Falk Rami Ilya [b] Tuinfort [b] Kotecha [a] | 3:17 |
| 4.  | "Why Try"                                                  | Tedder Benny Blanco Zancanella              | 3:31 |
| 5.  | "Break Free" (featuring Zedd)                              | Zedd Martin                                 | 3:35 |
| 6.  | "Best Mistake" (featuring Big Sean)                        | Key Wane Sauce [a]                          | 3:53 |
| 7.  | "Be My Baby" (featuring Cashmere Cat)                      | Benny Blanco Cashmere Cat Lido              | 3:36 |
| 8.  | "Break Your Heart Right Back" (featuring Childish Gambino) | Pop & Oak                                   | 4:13 |
| 9.  | "Love Me Harder" (with The Weeknd)                         | Payami Svensson P. Carlsson [a]             | 3:56 |
| 10. | "Just a Little Bit of Your Heart"                          | J. Carlsson P. Carlsson [a]                 | 3:51 |
| 11. | "Hands on Me" (featuring A$AP Ferg)                        | Darkchild Hot Sauce                         | 3:13 |
| 12. | "My Everything"                                            | Brown McCants [a]                           | 2:48 |

Noter
- ↑[a] refererer til en vokalproducer
- ↑[b] refererer til en co-producer